# Elżbieta Michalska
Elżbieta Michalska (ur. 1971, Złotoria) – polska poetka. 

## Życiorys
Mieszka w podlaskiej Złotori. Publikowała w „Kulturze”, „Zeszytach Literackich”, „Tytule”. Laureatka m.in. Ogólnopolskiego Konkursu Poetyckiego im. Haliny Poświatowskiej, Ogólnopolskiego Konkursu Literackiego na miniaturę poetycką, zdobywczyni nagrody Prezydenta Białegostoku. Bohaterka filmu dokumentalnego Takie ze mnie dziwadło Andrzeja Miłosza i Anny Kowalskiej, wyprodukowanego przez TVP Białystok (w latach 2000–2002 emitowany kilkakrotnie w II Programie TVP i paśmie regionalnym). Stypendystka Marszałka Województwa Podlaskiego.

## Dzieła
- Tu jest tu, tam jest tam, Wyd. Wojewódzka Biblioteka Publiczna im. Ł. Górnickiego, Białystok 1999, ISBN 83-911529-6-0
- Naszyjnik z grążeli Wyd. Wojewódzka Biblioteka Publiczna im. Ł. Górnickiego, Białystok 2001 ISBN 83-88248-16-2
- Tracowiny, Miejsko-Gminne Centrum Kultury i Sportu Choroszcz 2001[6]
- Wsio, Książnica Podlaska im. Ł. Górnickiego, Białystok 2009 ISBN 978-83-60368-05-3
- Za stodołą, Fundacja Sąsiedzi 2015 ISBN 978-83-64505-08-9
- Sejpak (wspólnie z Katarzyną Ewą Zdanowicz), Fundacja Sąsiedzi 2023 ISBN 978-83-66912-16-8